# Henrik 1. af Brabant
Henrik 1. af Brabant (fransk: Henri, tysk: Heinrich, engelsk: Henry, nederlandsk: Hendrik; 1165 – 5. september 1235), også kaldet Henrik den Modige, var et medlem af Huset Reginar og var den første hertug af hertugdømmet Brabant, fra 1183/84 til sin død.
I 1234 deltog han i Stedingerkorstoget.
| Biografi | Spire Denne biografi er en spire som bør udbygges. Du er velkommen til at hjælpe Wikipedia ved at udvide den. |